# Lenny Pirringuel
Lenny Pirringuel, né le 2 mars 2004 à Talence (France), est un footballeur international béninois qui joue actuellement au poste de milieu de terrain à l’Union sportive Quevilly Rouen Métropole.

## Carrière en club

### Girondins de Bordeaux (2022-)
Le 21 décembre 2020, il signe son premier contrat professionnel avec les Girondins de Bordeaux jusqu'en juin 2023. Il devient par la même occasion le plus jeune joueur de l'histoire de Bordeaux à signer un contrat professionnel, à égalité avec Henri Saivet. Il effectue son premier match professionnel avec Bordeaux le 27 août 2022 lors d'une défaite 1-0 contre Guingamp à l'occasion de la 5e journée de Ligue 2. Il inscrit son premier but pour Bordeaux le 12 novembre 2022 en offrant le match nul 1-1 à son équipe contre Pau,.

### Pau FC (2023)
Le 22 août 2023, il est prêté pour une saison sans option d'achat au Pau Football Club. Il fera ses débuts avec le club palois le 26 août, en entrant en jeu à la 63e minute lors d'une défaite 4-0 de son équipe contre Guingamp. Il ne jouera que 5 matchs pour Pau avant que le club palois ne décide, le 31 décembre 2023, de mettre fin à son prêt prématurément car il n'a jamais réussi à s'imposer dans l'effectif.

## Carrière internationale
Pirringuel possède la double nationalité française et béninoise et est donc éligible pour représenter les deux pays. Il fait toutes ses classes en sélection de jeunes pour la France, il a notamment joué pour l'équipe de France -16 ans, l'équipe de France -18 ans et enfin l'équipe de France -19 ans.
Le 8 mars 2024, il est appelé par le sélectionneur du Bénin Gernot Rohr pour participer à deux matchs amicaux avec la sélection béninoise contre la Côte d'Ivoire et le Sénégal,. Il honorera sa première sélection le 26 mars en entrant en jeu à la 78e minute lors d'une défaite 1-0 contre le Sénégal.